# OR2L2
OR2L2 (англ. Olfactory receptor family 2 subfamily L member 2) – білок, який кодується однойменним геном, розташованим у людей на короткому плечі 1-ї хромосоми.  Довжина поліпептидного ланцюга білка становить 312 амінокислот, а молекулярна маса — 35 495.
| 10         |  | 20         |  | 30         |  | 40         |  | 50         |
| ---------- |  | ---------- |  | ---------- |  | ---------- |  | ---------- |
| MENYNQTSTD |  | FILLGLFPQS |  | RIGLFVFTLI |  | FLIFLMALIG |  | NLSMILLIFL |
| DIHLHTPMYF |  | LLSQLSLIDL |  | NYISTIVPKM |  | VYDFLYGNKS |  | ISFTGCGIQS |
| FFFLTLAVAE |  | GLLLTSMAYD |  | RYVAICFPLH |  | YPIRISKRVC |  | VMMITGSWMI |
| SSINSCAHTV |  | YALCIPYCKS |  | RAINHFFCDV |  | PAMLTLACTD |  | TWVYESTVFL |
| SSTIFLVLPF |  | TGIACSYGRV |  | LLAVYRMHSA |  | EGRKKAYSTC |  | STHLTVVSFY |
| YAPFAYTYVR |  | PRSLRSPTED |  | KILAVFYTIL |  | TPMLNPIIYS |  | LRNKEVMGAL |
| TQVIQKIFSV |  | KM         |  |            |  |            |  |            |

A: Аланін

C: Цистеїн

D: Аспарагінова кислота

E: Глутамінова кислота

F: Фенілаланін

G: Гліцин

H: Гістидин

I: Ізолейцин

K: Лізин

L: Лейцин

M: Метіонін

N: Аспарагін

P: Пролін

Q: Глутамін

R: Аргінін

S: Серин

T: Треонін

V: Валін

W: Триптофан

Кодований геном білок за функціями належить до рецепторів, g-білокспряжених рецепторів, білків внутрішньоклітинного сигналінгу. 
Задіяний у такому біологічному процесі як поліморфізм. 
Локалізований у клітинній мембрані.